# هیگاشیکوزه میچیتومی
هیگاشیکوزه میچیتومی (به ژاپنی: 東久世 通禧 Higashikuze Michitomi)؛ ۱ ژانویه ۱۸۳۴ – ۴ ژانویهٔ ۱۹۱۲) سیاستمدار اهل قلمرو چوشو و یکی از هفت درباری تبعیدی در ژاپن بود.